# Hôpital de Chaumont
L'hôpital de Chaumont est situé à Chaumont dans le département de la Haute-Marne en région Grand Est.

## Historique
La chapelle et les bâtiments du XVIIIe siècle sont inscrits au titre des monuments historiques par arrêté du 13 juillet 1926.